# Lhamo Tessera
La Lhamo Tessera è una struttura geologica della superficie di Venere.